# أندرياس بيرغ
أندرياس بيرغ (بالنرويجية البوكمول: Andreas Berg)‏ هو محامي وسياسي نرويجي، ولد في 4 أكتوبر 1861 في تروندهايم في النرويج، وتوفي بنفس المكان في 29 يونيو 1944. حزبياً، نشط في حزب المحافظين. وقد انتخب mayor of Trondheim ‏ وانتخب عضو برلمان النرويج ‏.